# Harold Arlen
Harold Arlen, właśc. Hyman Arluck (ur. 15 lutego 1905 w Nowym Jorku, zm. 23 kwietnia 1986 tamże) – amerykański kompozytor muzyki popularnej.
Popularny od lat 30. na Broadwayu. Otrzymał w 1939 Oscara za piosenkę Over the Rainbow.